# Donald Sinden
Donald Sinden (9 de octubre de 1923 – 12 de septiembre de 2014) fue un actor inglés.

## Biografía

### Inicios
Su nombre completo era Donald Alfred Sinden, y nació en Plymouth, Inglaterra, siendo sus padres Alfred Edward Sinden y Mabel Agnes Fuller. Tenía una hermana mayor, Joy, profesora de inglés en el Claverham Community College de Battle, y un hermano menor, Leon (1927–2015), también actor.
Sinden hizo su primera actuación teatral como aficionado en el Brighton Little Theatre (del cual sería más adelante presidente) en 1941, sustituyendo a su primo Frank, que había sido llamado a filas. Charles F. Smith le ofreció su primer trabajo como profesional en enero de 1942, el papel de Dudley en George and Margaret, actuando en esa y otras piezas para las fuerzas armadas en la costa sur de Inglaterra durante la Segunda Guerra Mundial, preparándose más adelante como actor en la Webber Douglas Academy of Dramatic Art. Sinden no participó en la guerra, ya que fue rechazado por presentar asma, motivo por el cual participó en espectáculos para la tropa.

### Cine
Tras el éxito financiero y crítico de su papel en la película The Cruel Sea (1953), producida por los Estudios Ealing, y en la que actuó con Jack Hawkins, Sinden fue contratado para actuar siete años para la Rank Organisation en Pinewood Studios. Entre las décadas de 1950 y 12960 tuvo papeles destacados en 23 cintas, entre ellas Mogambo, Doctor in the House, Above Us the Waves, The Black Tent, Eyewitness, Doctor at Large, The Siege of Sidney Street y Twice Round the Daffodils. Sin embargo, en esa época Sinden quedó asociado con el personaje de Benskin, gracias a su trabajo en la serie de películas Doctor.
Entre sus actuaciones más destacadas para la gran pantalla figura su papel protagonista de Sir Anthony Ross en la película de The Walt Disney Company The Island at the Top of the World (1974), rodada en los estudios de Disney.

### Carrera teatral

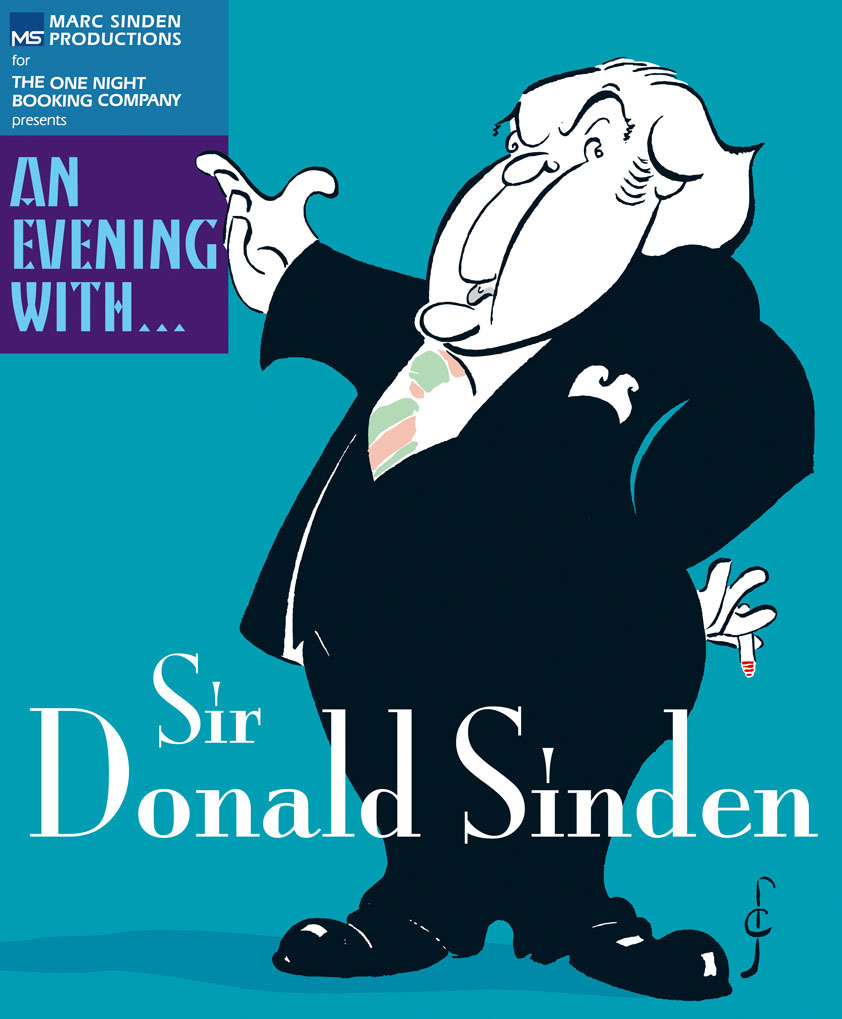
Póster de An Evening with... Sir Donald Sinden

En 1949 actuó en la obra La heredera en el Teatro Haymarket junto a Ralph Richardson y Peggy Ashcroft, bajo la dirección de John Gielgud. Según el propio actor, la obra tuvo un total de 644 representaciones (19 meses), siendo él el único miembro del elenco que participó en todas.
Ganó varios Evening Standard Theatre Awards por sus actuaciones en las farsas de Ray Cooney Sé infiel y no mires con quién (1967), Two into One (1984) y Out of Order (1990). En 1976 fue nominado al Premio Tony al mejor actor principal en una obra de teatro por su actuación en el circuito de Broadway como Arthur Wicksteed en la comedia de Alan Bennett Habeas Corpus. Otras actuaciones en los Teatros del West End tuvieron lugar en obras como There's a Girl in My Soup (1966), In Praise of Love (1973), Un enemigo del pueblo (1975), Present Laughter (1981), The School for Scandal (1983), La Pimpinela Escarlata (1985), Major Barbara (1988), Diversions and Delights (1989), She Stoops to Conquer (1993), That Good Night (1996) y Quartet (1999).
Sinden ingresó en la compañía del Royal Shakespeare Theatre en 1946, siendo Artista Asociado de la Royal Shakespeare Company (RSC) desde 1967. Entre sus actuaciones para la compañía, llevadas a cabo en Stratford-upon-Avon y en los Teatros del West End de Londres (usualmente el Aldwych Theatre), destaca en 1963 su papel de Duque de York en The Wars of the Roses, en la cual Peggy Ashcroft era la Reina Margarita.
Otras destacadas actuaciones con la compañía tuvieron lugar con las piezas Eh? (1964), The Relapse (1967), Noche de reyes (con Judi Dench en 1969) y London Assurance. Después del traslado de la producción a Nueva York en 1975, Sinden fue el primer ganador en el circuito de Broadway del Drama Desk Special Award.
Por su temporada teatral en 1976 en Stratford, y por la del Aldwych Theatre en 1977, Sinden ganó el Evening Standard Award al mejor actor por su trabajo en El rey Lear (con Michael Williams). Mientras tanto, también era Benedick (según algunos "el más admirado Benedick que se podía recordar") junto a Judi Dench como Beatriz en la representación de John Barton de Mucho ruido y pocas nueces. Estos trabajos coincidían con los ensayos de la tercera temporada de la sitcom Two's Company, en la que actuaba Elaine Stritch.
En 1979 encarnó al protagonista en Otelo, bajo la dirección de Ronald Eyre, siendo el último actor blanco en interpretar el papel para la RSC.

### Televisión
Para la pequeña pantalla, Sinden actuó en la producción de la BBC emitida en 1960 The Mystery of Edwin Drood, con el papel de John Jasper. Consiguió fama entre el público gracias a su participación en 1963 en la serie Our Man at St Mark's. Otro de sus papeles fue el del Coronel en un episodio de The Prisoner ("Many Happy Returns", en 1967).
Tras protagonizar la serie The Organisation (1971), actuó en la sitcom de London Weekend Television Two's Company, la cual debutó en 1975. Sinden era el mayordomo inglés Robert, y Elaine Stritch la americana Dorothy. Two's Company tuvo una buena recepción, y se emitió cuatro temporadas hasta 1979, siendo además nominado el show al premio a la mejor sitcom de los British Academy Television Awards en 1977. Los actores protagonistas fueron también nominados a uno de los premios en el año 1979.
En 1979 Sinden presentó una serie documental para BBC2 titulada Discovering English Churches, que se inspiraba en los dibujos y acuarelas arquitectónicas de su abuelo. A lo largo de 10 episodios Sinden exploraba la historia única de la iglesia inglesa y las influencias que intervinieron en el desarrollo de 16,000 edificios religiosos.

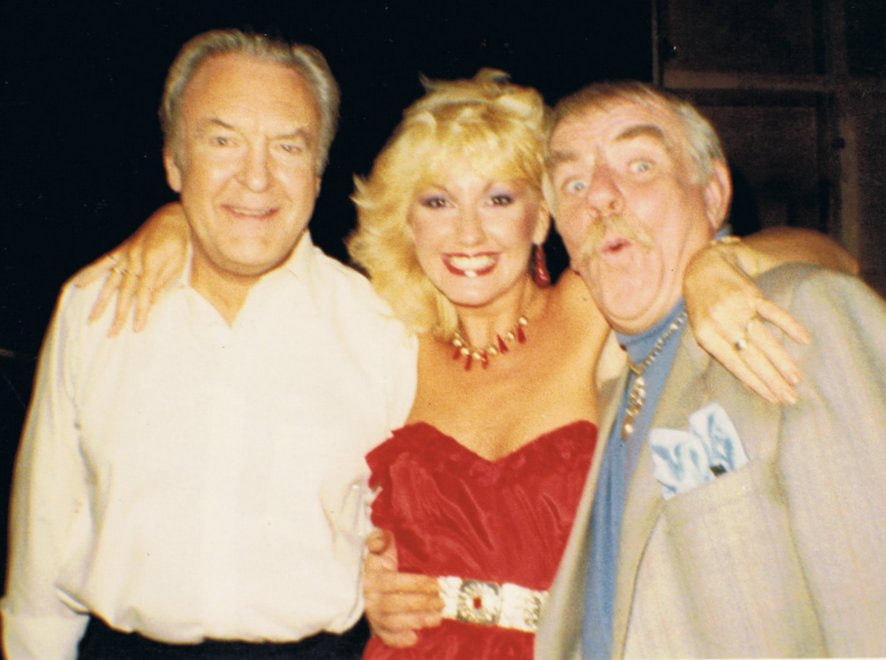
Sinden (izq.) durante el rodaje de Never the Twain, con Susie Silvey y Windsor Davies

A partir de 1981, Sinden protagonizó la serie de Thames Television Never the Twain, en la cual encarnaba a Simon Peel frente al Oliver Smallbridge interpretado por Windsor Davies. La serie fue un éxito de audiencia y tuvo 11 temporadas hasta 1991. En un episodio emitido en 1990, A Car by Any Other Name, Sinden actuó junto a sus dos hijos, Jeremy y Marc. Su esposa, Diana, intervino en el último episodio.
Otras producciones televisivas en las que actuó fueron el concurso Blankety Blank, entre 2001 y 2007 la serie Judge John Deed, en 2008 Totally Viral y, en el mismo año, un episodio de Midsomer Murders .

### Radio
La personal voz de Sinden pudo oírse con frecuencia en la radio, siendo uno de sus papeles el de Sir Charles Baskerville en una adaptación de BBC Radio 4 de la historia de Sherlock Holmes El sabueso de los Baskerville. Además protagonizó varias adaptaciones de historias del personaje de John Dickson Carr Gideon Fell, entre ellas The House on Gallows Lane, The Hollow Man, Black Spectacles, To Wake the Dead, The Blind Barber y The Mad Hatter Mystery.

### Libros
Sinden escribió dos volúmenes autobiográficos: A Touch of the Memoirs (1982) y Laughter in the Second Act (1985), editó Everyman Book of Theatrical Anecdotes (1987), escribió un libro para coincidir con su serie de BBC TV The English Country Church (1988), y una colección de "epitafios y últimas declaraciones" titulada The Last Word (1994).

### Últimos años
Sinden fue nombrado Comendador de la Orden del Imperio Británico en 1979, y Knight Bachelor en 1997. Además, fue miembro de la Royal Society of Arts en 1966, y recibió las Llaves de la City de Londres en 1997.
Por otra parte, el 12 de julio de 2005 fue nombrado Doctor por la Universidad de Leicester y, el 20 de julio de 2011, Doctor por la Universidad de Kent.
Sinden fue también Presidente Honorario del Garden Suburb Theatre, una compañía de teatro aficionado con base en el suburbio Hampstead Garden, donde residió desde 1954 hasta 1997.
Donald Sinden falleció en su casa en Wittersham, Inglaterra, en 2014, a los 90 años de edad, a causa de un cáncer de próstata diagnosticado varios años antes. Sus restos fueron incinerados.
Sinden había estado casado con la actriz Diana Mahony desde el 3 de mayo de hasta la muerte de ella a causa de un cáncer de estómago en 2004, a los 77 años de edad. Tuvieron dos hijos: el actor Jeremy Sinden (1950-1996), que murió por un cáncer de pulmón, y el actor, director y productor Marc Sinden (nacido en 1954).

## Filmografía (selección)

### Cine
- 1948 : Portrait from Life
- 1953 : The Cruel Sea
- 1953 : Mogambo
- 1953 : A Day to Remember
- 1954 : You Know What Sailors Are
- 1954 : Doctor in the House
- 1954 : The Beachcomber
- 1954 : Mad About Men
- 1955 : Simba, la lucha contra el Mau-Mau
- 1955 : Above Us the Waves
- 1955 : Josephine and Men
- 1955 : An Alligator Named Daisy
- 1956 : The Black Tent
- 1956 : Eyewitness
- 1956 : Tiger in the Smoke
- 1957 : Doctor at Large
- 1957 : Rockets Galore!
- 1959 : The Captain's Table
- 1959 : Operation Bullshine
- 1960 : Your Money or Your Wife
- 1960 : The Siege of Sidney Street
- 1962 : Twice Round the Daffodils
- 1962 : Mix Me a Person
- 1968 : Decline and Fall... of a Birdwatcher
- 1971 : Villain
- 1972 : Rentadick
- 1973 : The National Health
- 1973 : Father, Dear Father
- 1973 : The Day of the Jackal
- 1974 : The Island at the Top of the World
- 1975 : That Lucky Touch
- 1990 : The Children
- 1995 : Balto
- 2003 : The Accidental Detective
- 2012 : Run for Your Wife

### Televisión
- 1960 : The Mystery of Edwin Drood (serie TV)
- 1972 : The Organization (serie TV)
- 1975–1979 : Two's Company (serie TV)
- 1981–1991 : Never the Twain (serie TV)
- 1996 : El fantasma de Canterville (telefilm)
- 1997 : Richard II (telefilm)
- 1999 : Alicia en el país de las maravillas (telefilm)
- 2001–2007 : Judge John Deed (serie TV)
- 2008 : Midsomer Murders (serie TV), episodio Shot at Dawn
- 2010 : Agatha Christie Miss Marple (serie TV), episodio "The Blue Geranium"

## Premios
- 1975 : Nominado al Premio Drama Desk por su trabajo London Assurance
- 1975 : Mención especial del Premio Drama Desk por London Assurance
- 1976 : Nominado al Premio Tony al mejor actor principal en una obra de teatro por su trabajo en Habeas Corpus
- 1977 : Nominado al Premio Laurence Olivier por su trabajo en El rey Lear
- 1977 : Evening Standard Theatre Awards, ganador por su trabajo en El rey Lear
- 1978 : Nominado al Premio Laurence Olivier por Shut Your Eyes and Think of England
- 1979 : British Academy Television Awards. Nominado por Two's Company
- 1981 : Nominado al Premio Laurence Olivier por Present Laughter
- 1982 : Nominado al Premio Laurence Olivier por Tío Vania
- 2014 : Premio Gielgud a título póstumo por su trayectoria dramática

## Publicaciones
- A Touch of the Memoirs (1982) ISBN 0340262354
- Laughter in the Second Act (1985) ISBN 0340285400
- Everyman Book of Theatrical Anecdotes (1987) ISBN 0460046926
- The English Country Church (1988) ISBN 0283995041
- The Last Word (1994) ISBN 0860518922